# Tormenta tropical Arlene (2005)
Este artículo es sobre la tormenta tropical atlántica de 2005; para otras tormentas llamadas Arlene, véase Huracán Arlene.
La tormenta tropical Arlene fue la primera tormenta tropical en formarse de la temporada de huracanes en la cuenca atlántica del año 2005. El nombre Arlene  ya fue utilizado en 1959, 1963, 1967, 1971, 1981, 1987, 1993 y 1999.
La tormenta tropical Arlene se formó cerca de Honduras el 8 de junio y fue desplazándose hacia el norte. Atravesó Cuba occidental el 10 de junio y se intensificó a una fuerza inmediatamente inferior a la de huracán antes de tocar tierra sobre el Florida Panhandle al día siguiente. La tormenta fue debilitándose al tiempo que continuaba moviéndose hacia el norte de los Estados Unidos, convirtiéndose en extratropical el 13 de junio. Arlene fue responsable de sólo una muerte y daños menores.

## Historia meteorológica

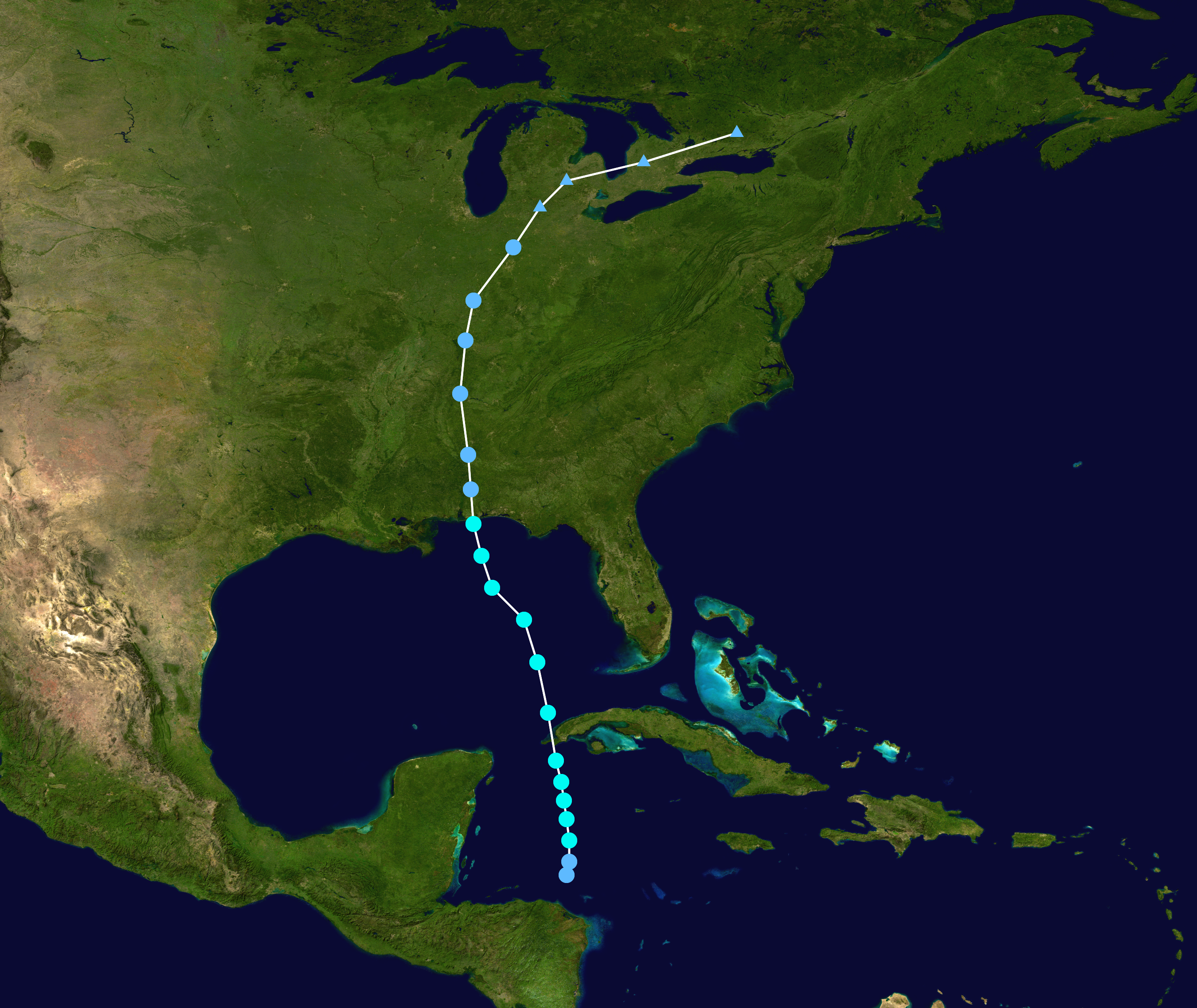
Recorrido de la tormenta.

La tormenta tropical Arlene el 10 de junio de 2005, a las 18:45Z.

En los primeros días de la temporada atlántica de huracanes de 2005, bajo el efecto de ondas tropicales y de la zona de convergencia intertropical, se formó una zona de bajas presiones en Honduras. El 8 de junio de 2005, una considerable onda tropical provocó su intensificación en depresión tropical.
El 9 de junio, la tormenta alcanzó la categoría de tormenta tropical, que el NHC bautizó con el nombre de Arlene. La tormenta fue dirigiéndose hacia el norte, y afectó a las islas Caimán a finales de ese día, intensificándose un poco.
El 10 de junio temprano, el centro de Arlene atravesó rápidamente el oeste de Cuba a la altura de Cabo Corrientes con vientos constantes de 80 km/h. Poco después, la tormenta entró en el golfo de México. Con la ayuda de una cizalladura del viento más débil, Arlene se intensificó para casi alcanzar la intensidad de huracán. A finales de la noche, fueron reportados vientos sostenidos de 115 km/h y una presión de 989 milibares en el centro de la perturbación.
El 11 de junio, el aire seco proveniente del continente americano provocó la debilitación de la tormenta. Esa tarde, Arlene tocó tierra al oeste de Pensacola, en Florida, con vientos constantes de 95 km/h.
Mientras iba avanzando hacia el norte de Estados Unidos, Arlene fue perdiendo fuerza. La depresión tomó una dirección nordeste y pasó a ser extratropical el 13 de junio, antes de ser absorbida por un complejo depresionario no tropical el 14 de junio de 2005.

## Preparativos
Dado que el NHC había expresado la posibilidad de que Arlene se convirtiera en huracán, y dado que el huracán Iván del año 2004 había causado daños catastróficos a sus plataformas petrolíferas, las compañías de extracción de petróleo cerraron sus plataformas petrolíferas, reduciendo de 7% la producción de crudo del golfo de México. Las compañías Chevron Corp., Total S. A., Shell y Murphy Oil evacuaron a sus trabajadores.
Por precaución, la marina americana desplazó dos buques de la base de Pascagoula (Misisipi), para escapar a la tormenta.

## Balance

### Cuba
En Cuba fueron recibidas fuertes lluvias en el oeste de la isla. Los 11 cm que cayeron fueron acogidos como una bendición por la población, ya que pusieron fin a una sequía récord en Cuba.

### Estados Unidos
En Florida, Arlene causó pocos daños materiales. En el centro de la tormenta, algo menos de 15 centímetros de lluvia inundaron temporalmente las calles. Los fuertes vientos causaron apagones y averías eléctricas para cerca de 11.000 abonados. Las autoridades informar de una muerte: un estudiante ruso ahogado en Miami Beach, lejos de la zona afectada, sorprendido por una fuerte corriente provocada por Arlene.
Más al norte, no se ha informado de ningún daño directamente relacionado con Arlene.